# Uberti
Gli Uberti furono una famiglia nobile fiorentina molto potente fautrice del partito ghibellino sino al XIII secolo e della Sicilia del XIV secolo.

## Storia
La famiglia era originaria di Firenze, e il personaggio storico più famoso di essa fu Farinata degli Uberti, guida della fazione ghibellina della città e menzionato da Dante Alighieri, con Fazio degli Uberti e San Bernardo degli Uberti.
A Firenze e dintorni, in particolare nel Chianti, furono proprietari di diversi palazzi, tra i quali possono essere ricordati gli ormai scomparsi Palazzo dei Fanti e Palazzo dell'Esecutore di Giustizia, sulle cui rovine fu successivamente costruito il celebre Palazzo Vecchio, conosciuto in un primo momento come Palazzo dei Priori o Palagio Novo, sul quale è posto lo stemma della famiglia.
Dopo la caduta degli svevi e il ritorno al potere dei guelfi a Firenze, gli Uberti, esponenti di primo piano della fazione ghibellina in Toscana, furono banditi dalla città in modo perpetuo e costretti a fuggire. Alcuni di questi si trasferirono nel territorio di Castiglion Fiorentino, nei pressi della Rocca Montanina, da cui probabilmente prese il nome la piccola frazione di Valuberti.

### Ramo siciliano
Arrivarono in Sicilia alla fine del XIII secolo e Federico III d'Aragona, nel 1338, assegnò a Scaloro degli Uberti il titolo di Gran Protonotaro del Regno di Sicilia in quanto figlio di Giacoma Palizzi e nipote di Damiano I Palizzi, signore di San Fratello e anch'egli Gran Protonotaro. Scaloro fu creato signore di Asaro (oggi Assoro), Condrò e Gatta, conte di Asaro nel 1337 e signore della terra di Sperlinga dal gennaio 1338. La famiglia, caposaldo della "fazione latina" durante il Vespro siciliano, venne punita con l'esproprio nel 1347 e poi, con un successivo atto di clemenza di Federico IV d'Aragona, fu reintegrata delle proprietà. Giovanni degli Uberti, figlio e successore di Scaloro, si distinse per la strenua opposizione a Martino I di Sicilia, opposizione che gli sarebbe costata la vita.

### Ramo mantovano

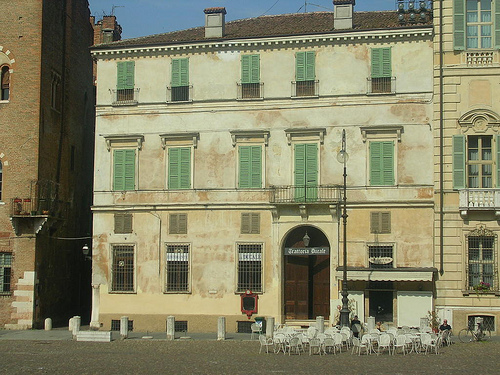
Mantova, Piazza Sordello, Ca' degli Uberti

Un ramo della famiglia fiorentina si stabilì, agli inizi del XIV secolo, anche a Mantova, dove edificò, in Piazza Sordello, il palazzo tardogotico che da loro prese il nome. Appartennero alla famiglia anche due vescovi di Mantova:
- Antonio degli Uberti dal 1390 al 1417;
- Giovanni degli Uberti dal 1417 al 1428;

e altri personaggi:
- Ghino degli Uberti (XIII secolo), podestà di Mantova dal 1296 al 1297;[11]
- Lapo degli Uberti (XIII secolo), figlio di Farinata degli Uberti, podestà di Mantova nel 1286 e nel 1299.

### Albero genealogico
|                               |                                |                |                |       |
|                               | UBERTI                         |                |                |       |
|                               |                                |                |                |       |
|                               |                                |                |                |       |
|                               | Jacopo                         |                |                |       |
|                               |                                |                |                |       |
|                               |                                |                |                |       |
|                               | Farinata 1212-1264 sp. Adelata |                |                |       |
|                               |                                |                |                |       |
|                               |                                |                |                |       |
| Beatrice sp. Guido Cavalcanti | Beatrice sp. Guido Cavalcanti  | Lapo 1247-1312 | Lapo 1247-1312 |       |
|                               |                                |                |                |       |
|                               |                                |                |                |       |
|                               | Farinata                       | Farinata       | Ghino          | Ghino |